# Soneto 59
| «» Soneto 59 |
| --- |
| If there be nothing new, but that which is Hath been before, how are our brains beguil'd, Which labouring for invention bear amiss The second burthen of a former child. Oh that record could with a backward look, Even of five hundred courses of the sun, Show me your image in some antique book, Since mind at first in character was done, That I might see what the old world could say To this composed wonder of your frame; Whether we are mended, or where better they, Or whether revolution be the same. Oh sure I am the wits of former days, To subjects worse have given admiring praise. |
| –William Shakespeare |

O Soneto 59 foi escrito por William Shakespeare e faz parte dos seus 154 sonetos.

## Traduções
Na tradução de Thereza Christina Rocque da Motta,
Se não há novidade, senão a que havia
Antes, como se conformará nosso cérebro,
Que, ocupado em inventar, suporta
O segundo fardo de um primeiro ﬁlho!
Ó esse fato poderia, com olhar antigo,
Mesmo passados quinhentos dias,
Mostrar-me tua imagem em um velho livro,
Uma vez que a mente já conheça seu caráter!
Que eu possa ver o que o velho mundo diria
Diante da maviosa conformação de teu rosto –
Sejamos alterados, ou sejamos melhorados,
Ou mesmo que a revolução nada altere.
Ó certamente sou a sabedoria do passado,
Que homens piores cobriram de excedidos elogios.